# Ołeksij Szewczenko
Ołeksij Mykołajowycz Szewczenko, ukr. Олексій Миколайович Шевченко (ur. 24 lutego 1992 w Dniepropietrowsku) – ukraiński piłkarz, grający na pozycji bramkarza.

## Kariera piłkarska

### Kariera klubowa
Wychowanek klubu Inter Dniepropetrowsk, barwy którego bronił w juniorskich mistrzostwach Ukrainy (DJuFL). Karierę piłkarską rozpoczął 23 września 2008 w drugiej drużynie Metałurha Zaporoże, a 13 października 2011 w podstawowej jedenastce Metałurha. 30 sierpnia 2013 przeszedł do Dynama Kijów. 1 marca 2014 został wypożyczony do Howerły Użhorod, a 2 sierpnia 2014 do Olimpika Donieck. Na początku 2015 został wypożyczony do Torpeda Kutaisi. W końcu 2015 przeniósł się do mistrza kraju Dila Gori. 22 stycznia 2016 podpisał kontrakt z Zorią Ługańsk. Na początku stycznia 2018 roku opuścił ługański klub, a 22 lutego 2018 został piłkarzem Karpat Lwów. 16 czerwca 2018 przeszedł do Szachtara Donieck.

### Kariera reprezentacyjna
W 2010 debiutował w reprezentacji Ukrainy U-18, a w 2012 w reprezentacji Ukrainy U-19. Od 2012 broni barw młodzieżowej reprezentacji.

## Sukcesy i odznaczenia

### Sukcesy klubowe
- wicemistrz Pierwszej ligi Ukrainy: 2012